# Тјублес гуме
Тјублес гуме (енгл. Tubeless tires) су врста ваздухом пуњених гума код којих не постоји унутрашња, већ само спољашња гума. Користе се на разним врстама возила, и имају разне предности у односу на раније гуме код којих је унутрашња гума неопходна. Услов за монтажу тјублес гуме је и одговарајућа фелна.

## У брдском бициклизму
У брдском бициклизму су дошле у употребу почетком 21. века. Неки од првих модела тјублес гума су потекли од произвођача Хатчинсон, Мишлен, Бонтранжер, Максиз. 
У гуму се може ставити око 50 милилитара течности, која је намењена крпљењу могућих дефеката. У таквом случају, течност сама закрпи, односно попуни, до неколико милиметра широке рупе за време око 10 минута. Након поновног надувавања гуме вожња се може одмах наставити. 